# DRK-Landesverband Baden-Württemberg

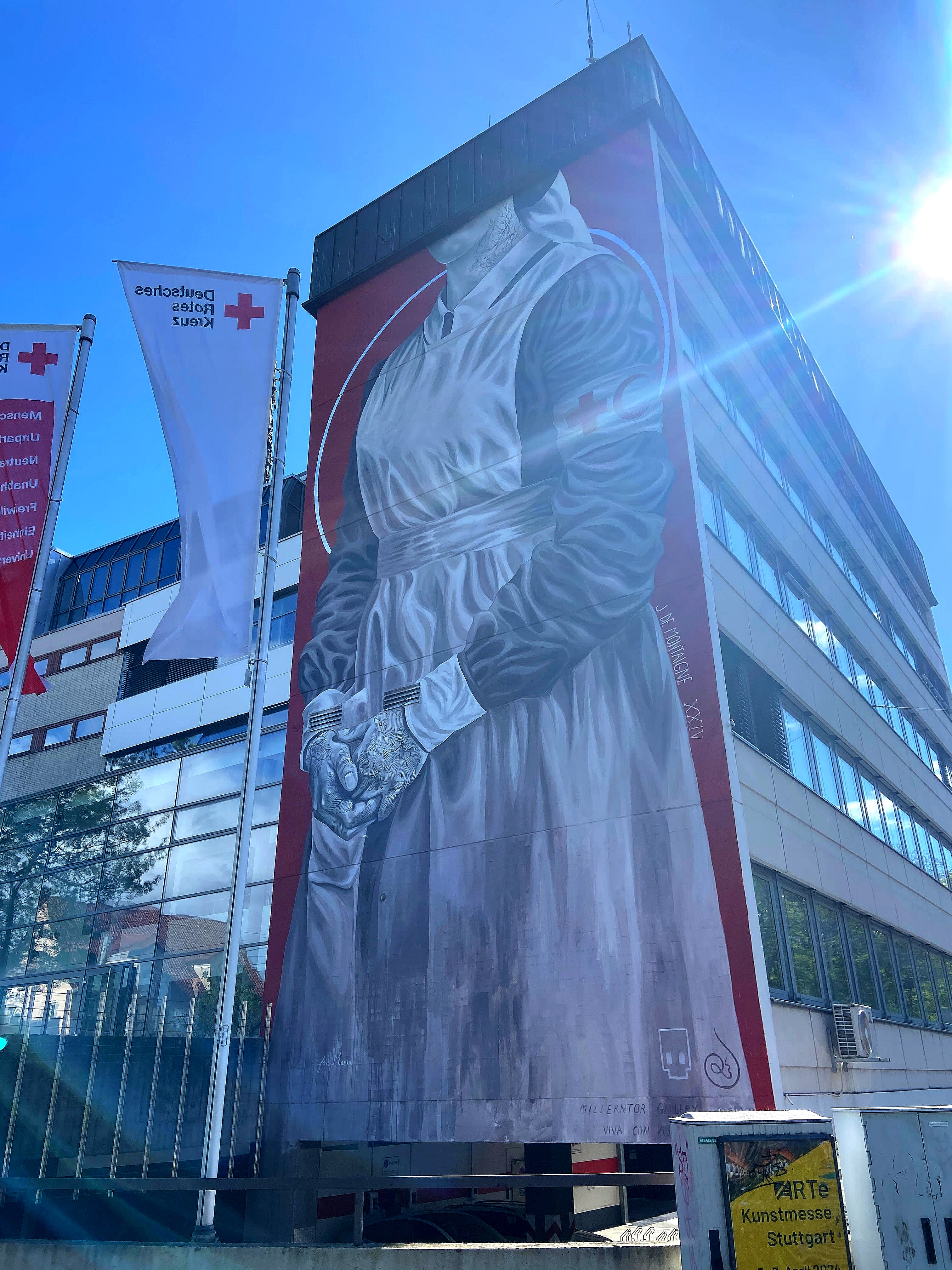
Geschäftsstelle des DRK-Landesverbands BW in Stuttgart

Der Deutsches Rotes Kreuz Landesverband Baden-Württemberg ist einer von 19 Landesverbänden im Deutschen Roten Kreuz (DRK) mit Sitz in Stuttgart-Bad Cannstatt. Er ist mit fast 500.000 Mitgliedern die größte Hilfsorganisation in Baden-Württemberg. Amtierende Präsidentin ist Barbara Bosch, derzeitiger Landesgeschäftsführer ist Marc Groß.

## Aufgaben
Der DRK-Landesverband Baden-Württemberg nimmt als freiwillige Hilfsgesellschaft für die deutschen Behörden im humanitären Bereich die Aufgaben wahr, die sich aus den Genfer Abkommen von 1949, ihren Zusatzprotokollen und dem DRK-Gesetz ergeben.
Darunter fallen folgende Aufgaben:
- Hilfe für die Opfer bewaffneter Konflikte, Notsituationen und Naturkatastrophen
- Verhütung und Linderung menschlicher Leiden
- Förderung von Gesundheit, Bildung und der Wohlfahrt
- Förderung der Arbeit mit Kindern und Jugendlichen
- Förderung der Entwicklung nationaler Rotkreuz- und Rothalbmond-Gesellschaften
- Förderung der Tätigkeit und Zusammenarbeit der Mitgliedsverbände
- Verantwortung für die Blutspende
- Suchdienst und Familienzusammenführung
- Förderung der Rettung aus Lebensgefahr

## Geschichte
Der DRK-Landesverband Baden-Württemberg entstand am 10. Juli 1954 aus den Landesverbänden Württemberg-Baden und Württemberg-Hohenzollern.

### Präsidenten des DRK-Landesverbandes
| Zeitraum    | Präsident                |
| ----------- | ------------------------ |
| 1954 – …    | Arnulf Klett             |
| … – 1977    | Johann Peter Brandenburg |
| 1977 – 1987 | Kurt Geiger              |
| 1987 – 1994 | Kurt Gebhardt            |
| 1994 – 2002 | Ludwig Prinz von Baden   |
| 2002 – 2018 | Lorenz Menz              |
| seit 2018   | Barbara Bosch            |

## Gliederung und Aufbau
Der DRK-Landesverband Baden-Württemberg ist ein eingetragener Verein in der zweiten Ebene der Organisationsstruktur. Das Kennzeichen des Verband ist das völkerrechtlich anerkannte Rote Kreuz auf weißem Grund. Das Recht zur Führung wird durch den Bundesverband vermittelt.

### Mitgliedsverbände
Das Gebiet des DRK-Landesverbandes Baden-Württemberg ist das des Bundeslands ohne den ehemaligen Regierungsbezirk Südbaden. Er besteht aus 34 Kreisverbänden und 617 Ortsvereinen.
Die Kreisverbände sind:
- Aalen e.V.
- Bad Mergentheim e.V.
- Biberach e.V.
- Bodenseekreis e.V.
- Buchen e.V.
- Böblingen e.V.
- Calw e.V.
- Esslingen e.V.
- Freudenstadt e.V.
- Göppingen e.V.
- Heidenheim e.V.
- Heilbronn e.V.
- Hohenlohe e.V.
- Karlsruhe e.V.
- Ludwigsburg e.V.
- Mannheim e.V.
- Mosbach e.V.
- Nürtingen-Kirchheim/Teck e.V.
- Pforzheim-Enzkreis e.V.
- Ravensburg e.V.
- Rems-Murr e.V.
- Reutlingen e.V.
- Rhein-Neckar/Heidelberg e.V.
- Rottweil e.V.
- Schwäbisch Gmünd e.V.
- Schwäbisch Hall - Crailsheim e.V.
- Sigmaringen e.V.
- Stuttgart e.V.
- Tauberbischofsheim e.V.
- Tuttlingen e.V.
- Tübingen e.V.
- Ulm e.V.
- Wangen e.V.
- Zollernalb e.V.

### Einrichtungen und Beteiligungen
Die Deutsches Rotes Kreuz Landesschule Baden-Württemberg gGmbH mit Sitz in Pfalzgrafenweiler ist eine gemeinsame Einrichtung der Landesverbände Badisches Rotes Kreuz und Baden-Württemberg.
Gemeinsam mit den DRK-Landesverbänden Badisches Rotes Kreuz und Hessen ist der DRK-Landesverband Baden-Württemberg Gesellschafter des DRK -Blutspendedienst Baden-Württemberg-Hessen gemeinnützige GmbH. Die DRK-Landesverbände Brandenburg, Hamburg, Sachsen, Schleswig-Holstein sind nach Einbringung ihres DRK-Blutspendedienst Nord - Ost gemeinnützige GmbH als Tochtergesellschaft ebenfalls beteiligt.

## Landesverband in Zahlen
Zum 31. Dezember 2023 verzeichnet der DRK-Landesverband Baden-Württemberg 432.698 Fördermitglieder und 48.164 aktive ehrenamtliche Mitglieder. Im Jahr 2022 ist die Verteilung auf die Gemeinschaften wie folgt: 10.155 Angehörige des Jugendrotkreuzes, 1.082 Angehörige der Bergwacht, 237 Angehörige der Wasserwacht, 29.108 Mitglieder der Bereitschaften und 4.926 Angehörige in Arbeitskreisen der Sozialarbeit. Hinzu kommen die hauptamtlichen Mitarbeiter, die im gesamten DRK-Landesverband tätig sind. Im Jahr 2022 sind 12.625 hauptamtlich beschäftigt. Hiervon sind 90 Mitarbeiter in der Landesgeschäftsstelle beschäftigt. Die eigenständige DRK-Landesschule Baden-Württemberg verzeichnet zusätzlich 196 Personen (Stand: 30. Juni 2022).